# Lepidagathis simplex
Lepidagathis simplex är en akantusväxtart som beskrevs av T. Anders.. Lepidagathis simplex ingår i släktet Lepidagathis och familjen akantusväxter. Inga underarter finns listade i Catalogue of Life.